# Нові Юрковичі (Брянська область)
Нові Юрковичі (рос. Новые Юрковичи) — село в Климівському районі Брянської області Російської Федерації.
Населення становить 538 осіб. Входить до складу муніципального утворення Новоюрковицьке сільське поселення.

## Історія
Населений пункт розташований у межах українського етно-культурного регіону Стародубщини.
Від 2005 року входить до складу муніципального утворення Новоюрковицьке сільське поселення.

## Населення
| 2010 | 2013 |
| ---- | ---- |
| 343  | ↗538 |